# Xavier Woods
Austin Watson (ur. 4 września 1986 w Columbus w Georgii) – amerykański wrestler występujący w federacji WWE w brandzie SmackDown pod pseudonimem ringowym Xavier Woods. Należy on do ugrupowania The New Day wraz z Big E i Kofim Kingstonem, z którymi jest byłym dwukrotnym posiadaczem WWE Raw Tag Team Championship i posiada rekord najdłużej panującego mistrza tag team w historii WWE.
Przed dołączeniem do WWE pracował w Total Nonstop Action Wrestling (TNA) jako Consequences Creed, w którym był jednokrotnym World Tag Team Championem z Jayem Lethalem jako Lethal Consequences. Pracował również w NWA Anarchy i innych federacjach niezależnych jako Austin Creed.

## Wczesne życie
Watson urodził się w Columbus, Georgii. Ukończył on Sprayberry High School w 2004. Później tego roku zaczął studiować psychologię i filozofię w Furman University. Zdobył tytuł magistra w psychologii i Bachelor’s degree w filozofii.

## Kariera profesjonalnego wrestlera

### Początek kariery i NWA Anarchy (2005–2007)
Podczas gdy uczęszczał on do Furman University, Watson zaczął treningi by stać się profesjonalnym wrestlerem, gdzie w 2005 stał się częścią promocji Rob Adonis' Ultimate Christian Wrestling. Mieszkając w Greenville, zaczął on rozwijać swój gimmick jako Austin Creed, który bazował na charakterze Apollo Creeda z serii filmów Rocky.
Będąc w NWA Anarchy, Creed był częścią tag teamu nazwanego Awesome Attraction wraz z Haydenem Youngiem. Para miała najdłuższe panowanie w historii promocji po pokonaniu Justice Served (Jasona Justice'a i Mike’a Free) 7 kwietnia 2007. W 2006, Creed zdobył tytuł NWA's Most Popular Wrestler poprzez głosy fanów.
12 lipca 2007, Creed pokonał Murder-One'a stając się pierwszym DSW Heavyweight Championem po tym jak promocja odłączyła się od World Wrestling Entertainment (WWE).

### Total Nonstop Action Wrestling

#### X Division (2007–2008)

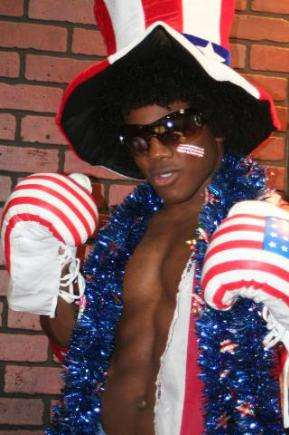
Watson jako Austin Creed w październiku 2007

Creed pojawił się na gali pay-per-view TNA Bound For Glory, będąc w drużynie z Ronem Killingsem jako zastępca Adama „Pacmana” Jonesa. Creed zawalczył pod pseudonimem Rasheed Lucius „Consequences” Creed. Jego zrzeszenie z Ronem Killingsem poskutkowało utworzeniem Truth and Consqeuences, którego nazwa było kombinacjami pseudonimów „The Truth” Killingsa i „Consequences” Creeda.
21 października 2007 zostało poinformowane, że Creed podpisał kontrakt z TNA. Informacja o tym została ujawniona, kiedy to Creed pojawił się w radio show Trash Talking Radio 23 października z Tommym Cairo i Sabianem, a także na show NWA Anarchy, gdzie Creed zaprezentował kontrakt TNA. Po Bound For Glory, Creed nie był widziany w programach TNA przez miesiące po tym jak Killings poprosił o rozwiązanie swojego kontraktu i opuścił federację.
10 lutego 2008, Creed zawalczył w dark matchu przed Against All Odds, gdzie w drużynie z Sonjay Duttem pokonał The Rock 'n Rave Infection. 13 marca na Impact! przedstawiona została winieta z napisami „prepare to face the consequences” (tł. „przygotujcie się na konsekwencje”), pokazująca trenującego Creeda i ogłaszającego jego powrót na Lockdown 13 kwietnia. Następnego tygodnia, data powrotu została zmieniona na 10 kwietnia. Owego dnia na Impact!, Creed powrócił i pokonał Jimmy’ego Rave'a z The Rock 'n Rave Infection, kwalifikując się do Xscape matchu na Lockdown. Podczas walki, Creed wyeliminował Shark Boya, lecz potem został wyeliminowany przez Curry Mana. Creed zawalczył w pierwszym TerrorDome matchu na Sacrifice, który został wygrany przez Kaza.
Na Hard Justice, Creed zawalczył z Peteyem Williamsem o X Division Championship, lecz przegrał po interwencji Sheika Abdula Bashira. 4 września 2008 na odcinku Impact! wygrał walkę z Bashirem stając się 1. pretendentem do tytułu w walce z Williamsem na No Surrender. Ostatecznie, walka została zamieniona w triple threat match po tym jak Bashir zaatakował Creeda i Bashir wygrał walkę, zdobywając tytuł X Division.

#### Lethal Consequences (2008-2010)

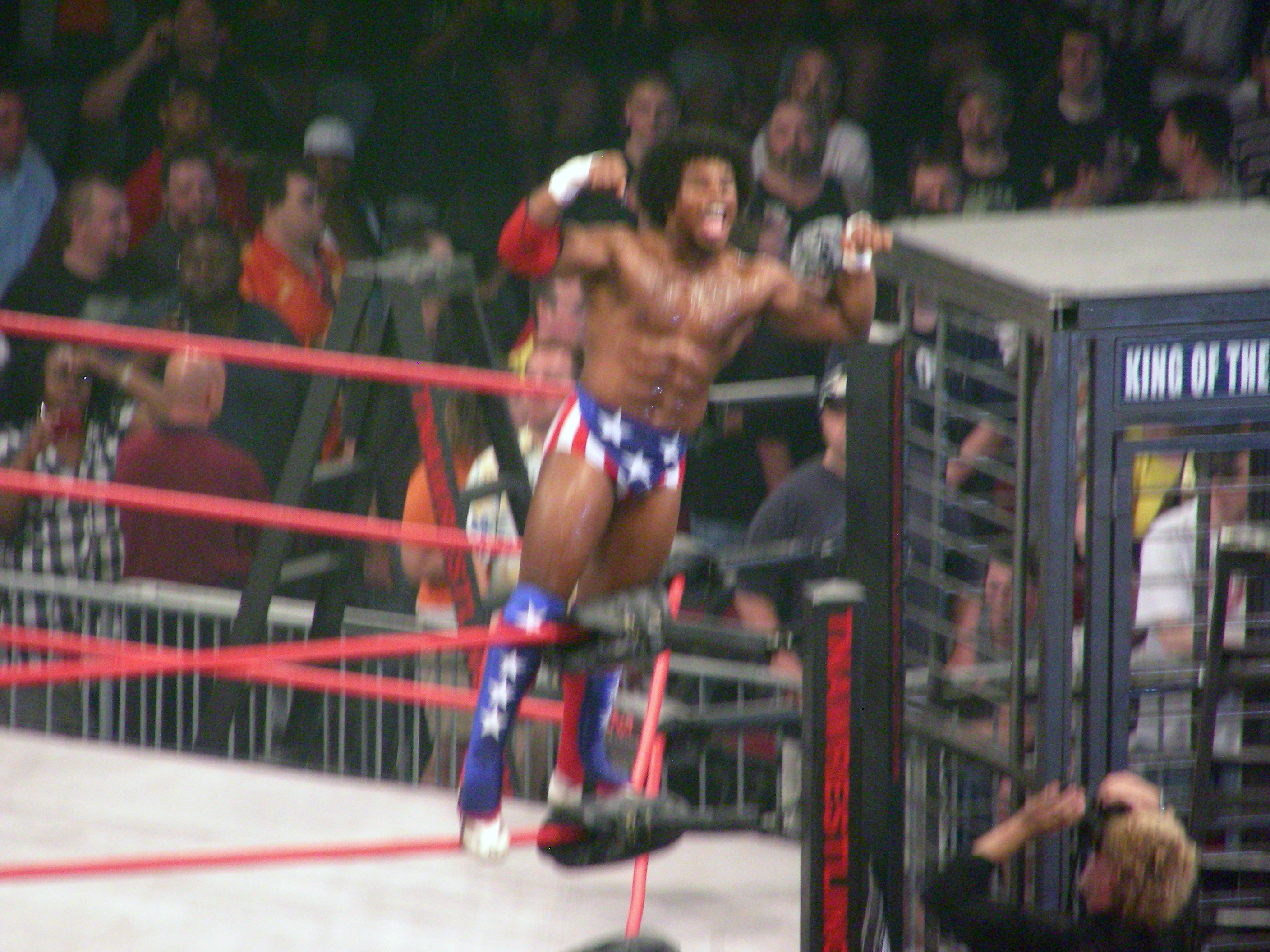
Creed na Slammiversary 2009

30 października 2008 na odcinku Impact!, Creed wraz z Samoa Joe, AJ Stylesem, Jayem Lethalem, Peteyem Williamsem, Erikiem Youngiem, ODB i The Motor City Machineguns uformowali ugrupowanie młodszych wrestlerów, znanych jako The Frontline, aby przeciwstawić się The Main Event Mafii.
8 stycznia 2009, jego przyjaciel z Frontline, Lethal, wybrał Creeda do wykorzystania jego walizki Feast or Fired, przez co para zdobyła World Tag Team Championship od Beer Money, Inc. (Roberta Roode'a i Jamesa Storma). Creed i Lethal zostali nazwani Lethal Consequences, jako kombinacja ich pseudonimów. Beer Money, Inc. odzyskało tytuły w three-way matchu trzy dni później na Genesis. Przez następne miesiące, Creed i Lethal łączyli siły z Motor City Machinegunt i próbowali zdjąć maskę Suicide’owi. 1 października 2009 na Impact!, Creed i Lethal byli częścią 5-osobowego ladder matchu o przyszłą walkę o tytuł X Division. Podczas walki, Amazing Red, który wygrał walkę, wykonał hurricanrana driver, który spowodował wymioty u Creeda po tym jak uderzył głową o matę.
Watson został zwolniony z TNA 29 marca 2010.

### New Japan Pro-Wrestling (2010)
4 kwietnia, New Japan Pro-Wrestling ogłosiło, że Watson, pod pseudonimem Consequences Creed, będzie członkiem pierwszego turnieju Super J Tag Tournament. 8 maja, Creed i jego partner Kōta Ibushi zostali wyeliminowani z turnieju w pierwszej rundzie po tym, jak pokonali ich Gedo i KUSHIDA. Creed powrócił do New Japan 28 czerwca 2010, będąc w drużynie z IWGP Heavyweight Championem Togim Makabe i Tomoaki Honmą w turnieju J Sports Crown Openweight 6 Man Tag Tournament. Po pokonaniu Tamona Hondy, Kentaro Shigi i Makoto Hashi w pierwszej rundzie, trio zostało wyeliminowane później przez Shinsuke Nakamurę, Masato Tanakę i Tomohiro Ishii.
10 lipca, Creed pokonał Briana Milonasa, U-Gene’a i Tommaso Ciampę wygrywając 2010 Super 8 Tournament.

### World Wrestling Entertainment / WWE

#### Występy w rozwojówkach (2010–2013)
22 lipca 2010 zostało ogłoszone, że Watson podpisał kontrakt rozwojowy z World Wrestling Entertainment (WWE). Watson, używając swojego prawdziwego nazwiska, zadebiutował we Florida Championship Wrestling 29 lipca w tag team matchu, gdzie on i Percy Watson zostali pokonani przez Brodusa Claya i Donny’ego Marlowa. Po jego debiucie został dodany do oficjalnej strony FCW jako Xavier Woods. W październiku, Woods zaczął pojawiać się w tag teamie z Wesem Brisco i wzięli udział w tag team turmoil matchu 14 października, gdzie zostali pokonani przez trzy inne drużyny. 4 listopada, Woods i Brisco pokonali Johnny’ego Curtisa i Derricka Batemana, stając się posiadaczami FCW Florida Tag Team Championship. 1 grudnia, Woods i Brisco zwakowali Tag Team Championship po tym jak Brisco odniósł kontuzję. Kiedy Brisco musiał zmagać się z kontuzją, Woods był w tag teamie z Marcusem Owensem i zawalczył z Damienem Sandowem i Titusem O’Neilem o zwakowany Florida Tag Team Championship, lecz przegrali. Tuż po tym, Woods zaczął walczyć w pojedynczych walkach przez 2011 i 2012, nie zyskując żadnego większego sukcesu.
Po tym jak WWE przemieniło FCW w NXT, Woods zadebiutował w telewizji 31 października 2012 na odcinku NXT, przegrywając z Leo Krugerem. Zdobywając później zwycięstwa nad El Localem i Jakem Carterem, Woods zaczął używać gimmicku fana popkultury lat 90, gdzie ujawnił między innymi, że jest w rzeczywistości fanem Mighty Morphin Power Rangers, Dragon Ball Z i innych rzeczy związanymi z tamtą dekadą, wdrażając ową tematykę do swoich walk. Przestał używać tego gimmicku, kiedy to został przywołany do głównego rosteru WWE.

#### Drużyna z R-Truthem (2013–2014)

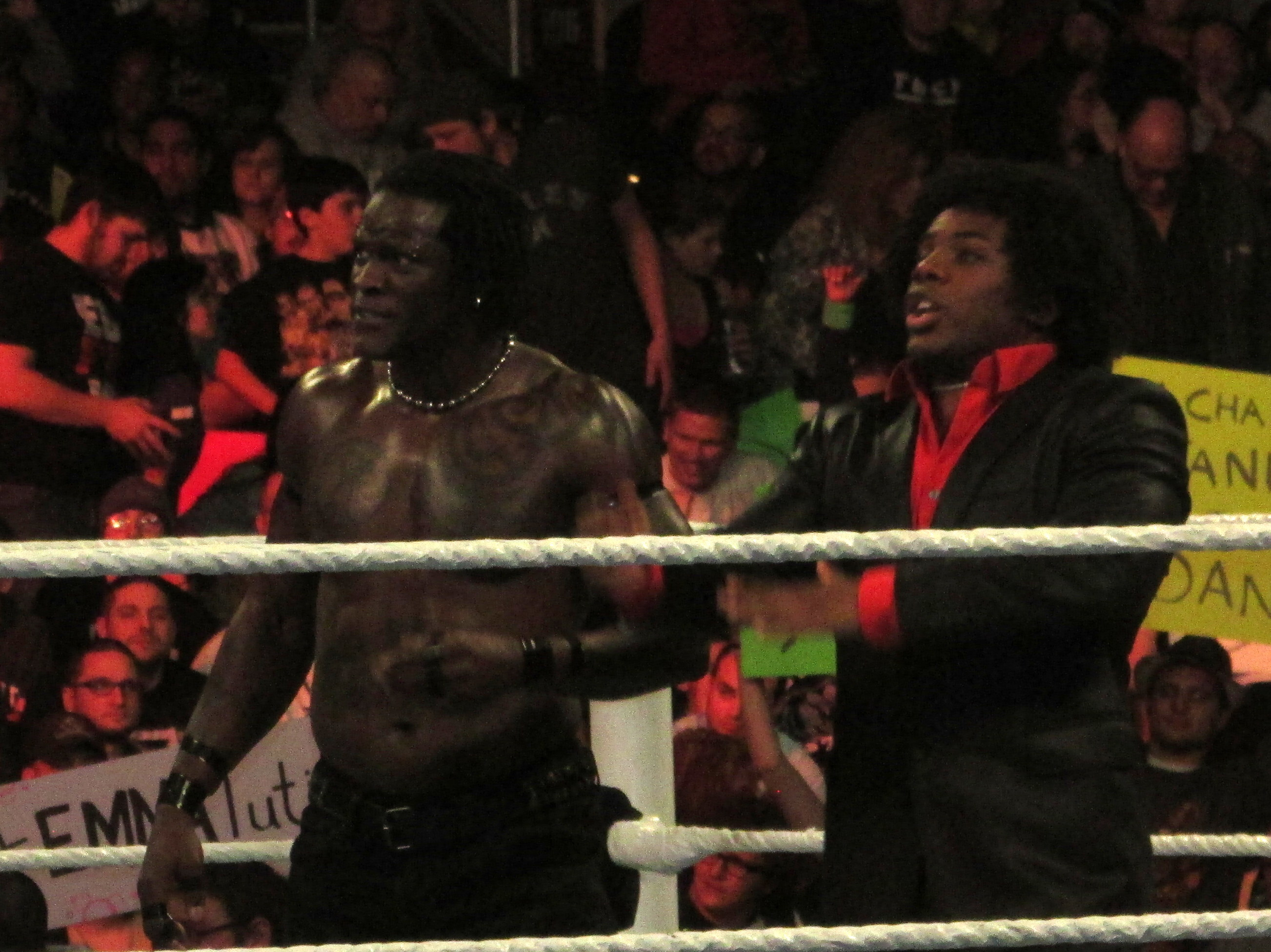
Woods (po prawej) w ringu z R-Truthem w styczniu 2014

18 listopada 2013 na odcinku Raw, Woods zadebiutował w głównym rosterze kiedy to wystąpił w tag team matchu wraz z byłym tag-team partnerem z TNA, R-Truthem, gdzie pokonali 3MB (Drewa McIntyre'a i Jindera Mahala). W następnym tygodniu na Raw, Woods pokonał Heatha Slatera w jego pierwszym singles matchu w głównym rosterze, a towarzyszyli mu R-Truth i The Funkadactyls (Cameron i Naomi). 29 listopada na SmackDown, Woods zaczął feud z Brodusem Clay'em po ym jak Clay zdenerwował się, że Woods używa jego motywu muzycznego i wykorzystuje The Funkadactyls jako menadżerki. Później tej nocy, Woods odniósł pierwszą porażkę, kiedy to on i R-Truth przegrali z Tons of Funk (Clayem i Tensaiem). 2 grudnia na Raw, Woods i R-Truth pokonali Tons of Funk w rewanżu. 9 grudnia na Raw, Woods zawalczył z Clayem, gdzie przegrał. Następnie 11 grudnia na Main Event, Woods i R-Truth pokonali Tons of Funk i zakończyli ich rywalizację. 8 stycznia 2014 na Main Event, Woods i Truth zawalczyli z The Real Americans (Cesaro i Jackiem Swaggerem), lecz przegrali. Na WrestleManii XXX, Woods wziął udział w André the Giant Memorial Battle Royalu, który wygrał Cesaro. Woods i R-Truth sporadycznie brali udział w walkach przez pierwszy kwartał 2014. Po WrestleManii zaczęli feud z debiutanckim Rusevem i zostali pokonani przez niego w handicap matchu. Po kolejnej przegranej z Rusevem na Extreme Rules, Woods i Truth zostali odseparowani i zaczęli występować osobno. 5 maja na Raw, Woods wziął udział w 20-osobowym battle royalu o United States Championship, który wygrał Sheamus. 16 czerwca na Raw, Woods wziął udział w battle royalu kwalifikującym do ladder matchu o WWE World Heavyweight Championship, który został wygrany przez Romana Reingsa. Na Battleground, Woods wziął udział w 19-osobowym battle royalu o zwakowany Intercontinental Championship, lecz wygrał go The Miz.

#### The New Day (od 2014)

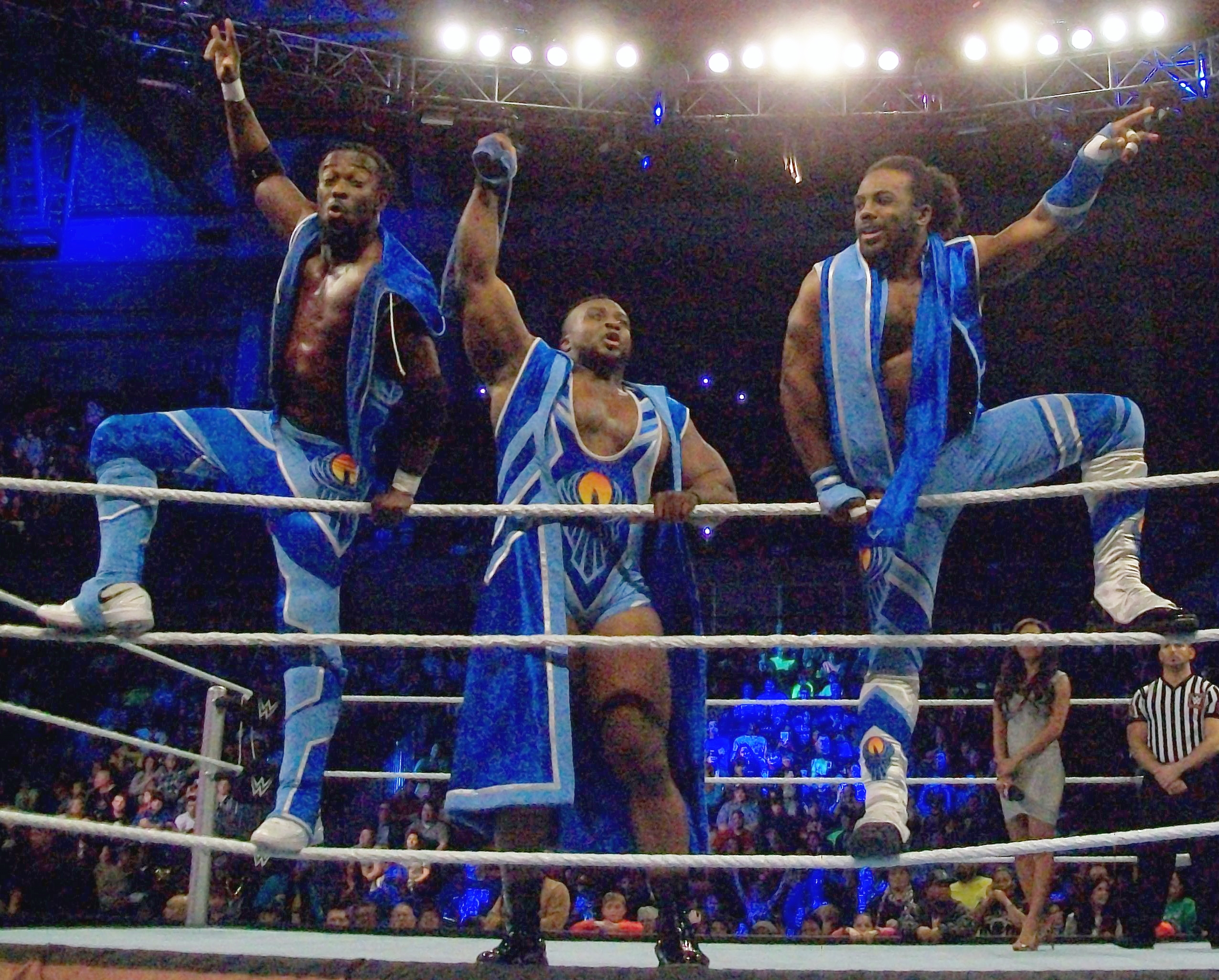
Woods (po prawej) z Kofim Kingstonem i Big E jako The New Day w 2015

21 lipca 2014 na odcinku Raw po tym, jak Big E i Kofi Kingston odnieśli kolejną porażkę jako drużyna, Woods wszedł do ringu i zaczął do nich przemawiać. Powiedział, że nie mogą już więcej „całować dzieci i przybijać piątek z fanami”, dodając, że jest to „ich czas” i zaoferował usługi menedżerskie. Duo zaakceptowało ofertę i następnego dnia na Main Event, Woods doprowadził do zwycięstwa Big E i Kingstona nad Heathem Slaterem i Titusem O’Neilem. 29 lipca na Main Event, Woods był komentatorem i jego partnerzy obserwowali walkę posiadaczy WWE Tag Team Championship, The Usos. Woods również dołączył do stołka komentatorskiego z Richem Brennanem 28 sierpnia 2015 na odcinku WWE Superstars. Grupa Woodsa została odseparowana 8 sierpnia na SmackDown, gdzie Big E i Kingston zawalczyli w swoich single'owych walkach bez wspomnienia przez komentatorów o istniejącym sojuszu. Pomimo zniknięcia z telewizji WWE, Big E, Kingston i Woods kontynuowali pojawianie się wspólnie na house showach. 26 września na SmackDown, Woods wziął udział w battle royalu o bycie 1. pretendentem do Intercontinental Championship, lecz wygrał go Cesaro.
3 listopada na Raw, WWE zaczęło wypuszczać winiety promujące Woodsa, Big E i Kingstona jako „The New Day”, będąc zaprezentowanym jako niesamowicie pozytywni afroamerykańscy wrestlerzy. The New Day zadebiutowało w ringu 28 listopada na SmackDown, wygrywając z Titusem O’Neilem, Heathem Slaterem i Curtisem Axelem. Na WrestleManii 31, Woods wziął udział w Andre the Giant Memorial Battle Royalu, lecz został wyeliminowany przez zwycięzcę, Big Showa. 6 kwietnia 2015 na Raw, New Day zaczęło przechodzić na stronę antagonistów, kiedy to podczas walk zaczęli nielegalnie pomagać sobie i uzyskiwać zwycięstwa. Od tego momentu podczas walk, Woods zaczął kłócić się z publiką przy mikrofonie i prowokować rywali. Na Extreme Rules, Big E i Kingston pokonali Tysona Kidda i Cesaro, zdobywając WWE Tag Team Championship po raz pierwszy. Woods stał się również mistrzem przy pomocy zasady Freebird Rule, dzięki której dwóch z trzech dowolnych członków grupy może bronić pasów. Kingston i Big E obronili tytuły w rewanżach na SmackDown i na Payback, gdzie Woods zainterweniował w obu walkach. Na Elimination Chamber, New Day obroniły tytuły w pierwszym w historii tag team Elimination Chamber matchu, gdzie trzej członkowie mogli wziąć udział w walce. Na Money in the Bank, Woods i Big E stracili tytuły na rzecz The Prime Time Players (Titusa O’Neila i Darrena Younga). Big E i Kingston przegrali rewanż z mistrzami na Battleground, lecz zdołali odzyskać tytuły na SummerSlam, pokonując Prime Time Players, Los Matadores i The Lucha Dragons w tag team fatal 4-way matchu. Następnej nocy na Raw po tym, jak Big E i Kingston pokonali Lucha Dragons, zostali oni zaatakowani przez powracających Dudley Boyz, co zakończyło się wykonaniem Dudley Death Dropu (3D) na Woodsie przez stół. 14 września na Raw, New Day pokonało Prime Time Players w walce o tytuły, po czym przegrali przez dyskwalifikację z Dudley Boyz na Night of Champions, utrzymując tytuły przy sobie. 28 września na Raw, Woods odpowiedział na United States Championship Open Challenge Johna Ceny, gdzie Cena obronił tytuł przez dyskwalifikację po ataku Kingstona i Big E. The Dudley Boyz pomogło Cenie przepędzić New Day, co doprowadziło do six-man tag team matchu pomiędzy New Day i Ceną oraz Dudley Boyz, gdzie New Day wygrało, gdy Kingston przypiął D-Vona. Na WWE Live from Madison Square Garden, Woods spowodował kolejną dyskwalifikację swojej drużyny, ponownie utrzymując tytuły, lecz w rewanżu zostało mu wykonane 3D przez stół. Na Hell in a Cell, Kingston przypiął Bubba Raya w ich ostatniej walce o tytuły, kończąc rywalizację.
Na gali TLC obronili tytuły w Triple Threat Tag Team matchu przeciwko Lucha Dragons i The Usos. W styczniu rozpoczęli rywalizację z Chrisem Jericho. Jericho pomógł The Usos zdobyć miana pretendenckie do pasów mistrzowskich The New Day, lecz na Royal Rumble to mistrzowie tag-team wyszli zwycięsko z pojedynku. Rozpoczęli rywalizację z The League of Nations (Sheamus, King Barrett, Rusev, Alberto Del Rio), co zapoczątkowało proces face turnu grupy. Na gali Roadblock obronili tytuły w walce z Sheamusem i Barrettem, a dzień później pokonali Alberto Del Rio i Ruseva. Po walce trio zostało zaatakowane przez członków League of Nations. Zapieczętowało to face turn The New Day. Grupa przyjęła wyzwanie League of Nations na walkę na WrestleManii 32. Starcie przegrali, lecz zdołali pokonać przeciwników następnego dnia na odcinku Raw, kończąc rywalizację.
W kwietniu The New Day ogłosiło turniej o miano pretendenckie do posiadanych przez nich tytułów. Na gali Payback odbył się finał turnieju; zawalczyli w nim The Vaudevillains oraz Enzo Amore i Colin Cassady. Pojedynek zakończył się no-contestem. The Vaudevillains otrzymali szansę walki o WWE Tag Team Championship na gali Extreme Rules, lecz The New Day zdołało obronić tytuły. The New Day wygrało Fatal 4-Way Tag Team match o WWE Tag Team Championship na Money in the Bank, po czym rozpoczęło rywalizację z powracającą frakcją The Wyatt Family. Po ostrej wymianie zdań i ciosów ogłoszono, że dwie drużyny zmierzą się ze sobą na gali Battleground. W lipcu, w wyniku WWE Draftu, The New Day stało się częścią brandu Raw. 22 lipca, The New Day stali się najdłużej panującymi WWE Tag Team Championami, przebijając poprzedni rekord 331 dni ustanowiony przez Paula Londona i Briana Kendricka. Po tym jak SmackDown otrzymało WWE SmackDown Tag Team Championship, nazwy tytułów zmieniono analogicznie na WWE Raw Tag Team Championship. Na gali SummerSlam odnieśli zwycięstwo przez dyskwalifikację w walce z Lukiem Gallowsem i Karlem Andersonem po interwencji ze strony powracającego z kontuzji Big E. Na gali Clash of Champions, The New Day obroniło tytuły ponownie pokonując Gallowsa i Andersona. 31 października na tygodniówce Raw, The New Day ogłosiło siebie jako kapitanów drużyny tag-teamowej Raw w 10-on-10 Survivor Series Elimination tag team matchu na gali Survivor Series. Drużyna została szybko wyeliminowana z pojedynku przez The Usos.
12 grudnia na odcinku Raw po skutecznej obronie tytułów w dwóch Triple Threat matchach (najpierw przeciwko Sheamusowi i Cesaro oraz Gallowsowi i Andersonowi, a potem przeciwko Kevinowi Owensowi i Chrisowi Jericho oraz Sethowi Rollinsowi i Romanowi Reignsowi), New Day pobiło rekord Demolition w najdłuższym panowaniu jako mistrzowie tag team w historii WWE. Demolition posiadało rekord posiadając tytuły World Tag Team Championship. Na gali Roadblock: End of the Line z 18 grudnia, New Day ostatecznie straciło tytuły na rzecz Sheamusa i Cesaro, kończąc ich panowanie przy ilości 483 dni. Na przestrzeni pierwszego kwartału roku nie występowali w większych scenariuszach. Zostali ogłoszeni prowadzącymi WrestleManii 33, na której nie zawalczyli. 3 kwietnia podczas tygodniówki Raw przegrali z debiutującymi The Revival (Dashem Wilderem i Scottem Dawsonem). 11 kwietnia podczas obywającego się Superstar Shake-up, The New Day zostało przeniesione do rosteru SmackDown.

## Życie osobiste
Woods obecnie pracuje, by otrzymać doktorat z psychologii wychowawczej w Capella University.
Życie Watsona, Raymonda Leppana i Matta Polinsky’ego zostało przybliżone fanom w programie E:60 na ESPN utytułowanym „Behind the Curtain”. Odcinek został wyemitowany 5 maja 2015.
Watson jest wielkim fanem gier video. Posiada on tatuaż Hylian Royal Crest z serii The Legend of Zelda na lewym przedramieniu. W 2015, Watson otworzył kanał na YouTube nazwany UpUpDownDown, do którego zaprasza pracowników WWE, graczy z innych kanałów oraz przyjaciół do wspólnego grania. Posiada on również kanał na Twitchu, występując jako AustinCreed.
Po tym jak Dolph Ziggler wezwał do ujawnienia wszystkich „Bronies” we wrześniu 2014, Watson ujawnił się jako fan serialu My Little Pony: Przyjaźń to magia w marcu przyszłego roku.
W 2017 podłożył głos do postaci Vincenta Mensaha w grze 2064: Read Only Memories wydanej na PlayStation 4.

## Mistrzostwa i osiągnięcia
- Deep South Wrestling

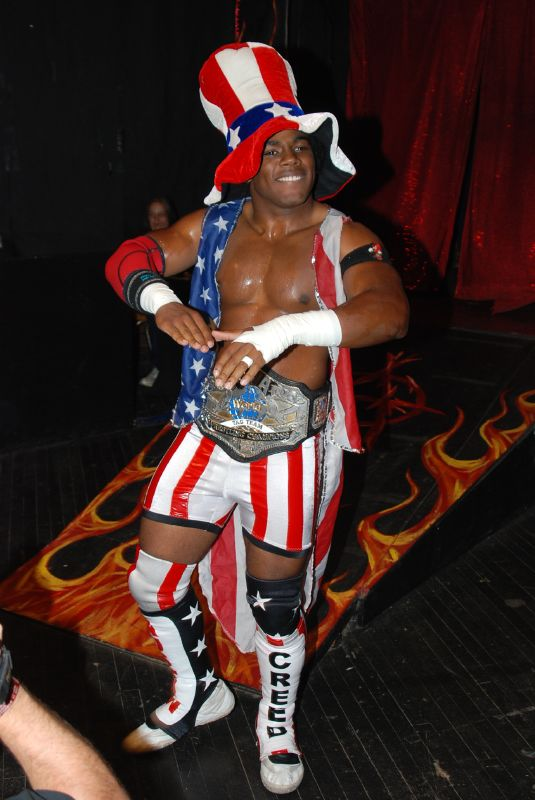
Creed jako NWA Anarchy Tag Team Champion

  - DSW Heavyweight Championship (1 raz, ostatni)[76]
- East Coast Wrestling Association
  - ECWA Super 8 Tournament Champion (2010)[23]
- Florida Championship Wrestling
  - FCW Florida Tag Team Championship (1 raz) – z Wesem Brisco[27]
- NWA Anarchy
  - NWA Anarchy Tag Team Championship (1 raz) – z Haydenem Youngiem[6]
  - Most Popular Wrestler (2006)
- Pro Wrestling Illustrated
  - Tag team roku (2015) z The New Day
  - PWI umieściło go na 77. miejscu w top 500 wrestlerów rankingu PWI 500 w 2015[77]
  - PWI umieściło go na 58. miejscu w top 500 wrestlerów rankingu PWI 500 w 2016[78]
- Rolling Stone
  - Comeback of the Year (2015)[79] Jako członek The New Day
  - Second-Best Heels (2015)[80] Jako członek The New Day
  - WWE Wrestlers of the Year (2015)[79] Jako członek The New Day
- Total Nonstop Action Wrestling
  - TNA World Tag Team Championship (1 raz) – z Jayem Lethalem[81]
- Wrestling Observer Newsletter
  - Najlepszy gimmick (2015) The New Day[82]
- WWE
  - WWE (Raw) Tag Team Championship (2 razy)[a] – z Big E i Kofim Kingstonem1[83]